# 스튜디오252
스튜디오252 (STUDIO252)는 대한민국의 연예 기획사이다. 영상물 제작 및 매니지먼트 사업 부문을 영위하는 신생 엔터테인먼트 그룹으로 2022년 12월 배우 정일우가 전속계약을 체결했다.

## 현재 소속 연예인
- 정일우
- 박희정
- 조효인